# Rod La Rocque

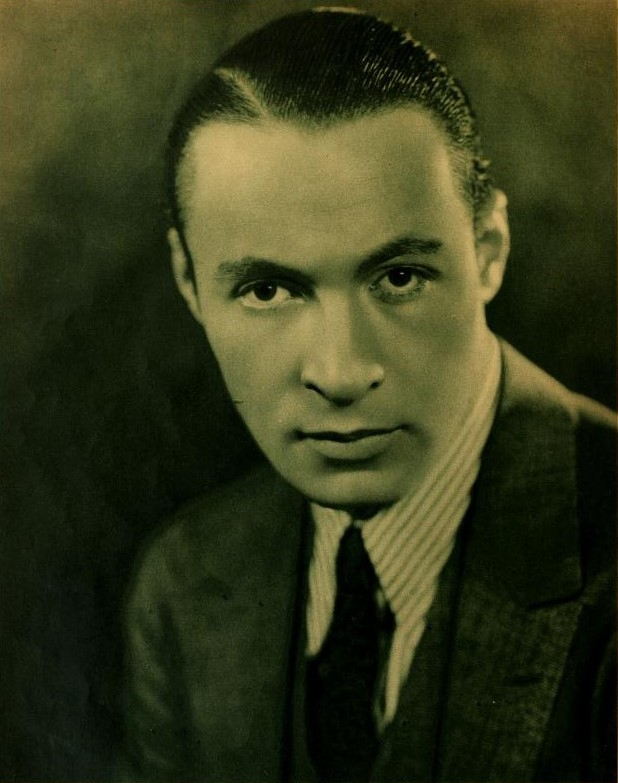
Rod La Rocque, 1924

Rod La Rocque, eigentlich Roderick La Rocque de la Rou (* 29. November 1898 in Chicago, USA; † 15. Oktober 1969 in Beverly Hills, Los Angeles, Kalifornien, USA) war ein US-amerikanischer Filmschauspieler, vornehmlich in Stummfilmen.

## Leben und Wirken
Rod La Roque wurde als Sohn des Hotelmanagers Andrew Edward La Rocque de la Rou und seiner Frau Anna Rice geboren, die Familie war französischer Abstammung. Er hatte eine jüngere Schwester. Schon seit dem siebten Lebensjahr stand er als Kinderdarsteller auf Theaterbühnen. Nach Auftritten in diversen Vaudevilles begann seine eigentliche Filmkarriere im Alter von 14 Jahren mit dem Film The Snowman aus dem Jahre 1912, in dem er eine ungenannte kleinere Rolle spielte. The Snowman war der Auftakt für weitere Nebenrollen, die er für diverse Filmfirmen in der Zeit von 1912 bis 1920 spielte. Zu den großen Stars, mit denen er in dieser Zeit spielte, gehörten Billie Burke in Let’s get a divorce (1918) und Mabel Normand in The Venus Model (1918).
Im Jahre 1918 zog La Roque nach New York, wo er von dem erfolgreichen Theater- und Filmagenten Edward Small unter Vertrag genommen wurde. Im selben Jahr folgten drei Filme für den Produzenten Samuel Goldwyn, dem späteren Mitbegründer von MGM. Doch La Rocque blieb seinem Prinzip treu und sah sich als unabhängiger, freier Schauspieler, der seine Dienste verschiedenen Filmgesellschaften anbot und sich zumeist kaum vertraglich an eine feste Firma band. Seinen Durchbruch als Schauspieler erlebte er 1923 unter der Regie von Cecil B. DeMille in dem Film Die zehn Gebote, welcher ihn in den 1920er-Jahren zu einem anerkannten und populären Star in Hollywood machte. Der dunkelhaarige, hochgewachsene Schauspieler verkörperte vor allem Liebhaberrollen, etwa neben Pola Negri in Ernst Lubitschs Drama Forbidden Paradise aus dem Jahre 1924.
1925 lernte er seine künftige Frau kennen, die ungarische Stummfilmschauspielerin Vilma Bánky. 1927 feierte das Paar ihre Hochzeit mit einem großen Fest, die Ehe hielt bis zum Tode von Rod La Rocque 1969. Mit dem Beginn des Tonfilmes Ende der 1920er-Jahre sank seine Popularität und er spielte nur noch in B-Filmen, obwohl er mit dem neuen Ton eigentlich gut zurechtkam. 1933, im Jahr der Machtergreifung der Nationalsozialisten, spielte Rod La Rocque in seinem einzigen deutschen Spielfilm mit, nämlich an der Seite von Leni Riefenstahl in der englischen Fassung von SOS Eisberg. Er wirkte während dieser Zeit auch am Theater, allerdings eher mit mittelmäßigem Erfolg. 1941 zog er sich mit einem Auftritt als snobhafter Neffe von Edward Arnold in Frank Capras Hier ist John Doe aus dem Filmgeschäft zurück. Insgesamt hatte er in rund 104 Filmen mitgewirkt. Da er und seine Frau erfolgreich in Immobilien rund um Hollywood investiert hatten, konnte das Ehepaar auch ohne Filmangebote bis an ihr Lebensende in großem Wohlstand leben.
La Rocque hatte mit einer Reihe großer Regisseure gedreht und mit bedeutenden Schauspielern gedreht. Zu den großen Regisseuren zählten Cecil B. DeMille, Frank Capra und William Dieterle. Zu den großen Stars, mit denen als er als Schauspieler drehte, gehörten u. a. Billie Burke, Mabel Normand, Gary Cooper, Barbara Stanwyck, Harry Carey sr., C. Aubrey Smith, Charles Laughton, Maureen O’Hara, Leni Riefenstahl, Norma Shearer, Joan Crawford, Lillian Gish, Douglas Fairbanks jr. und Lupe Vélez.
Auf dem Hollywood Walk of Fame befindet sich ein Stern für den Schauspieler. Rod La Rocque verstarb, weitgehend vergessen von Hollywood, 1969 im Alter von 70 Jahren in Beverly Hills.

## Filmografie (Auswahl)
- 1912: The Snowman
- 1916: Destiny
- 1917: The Rainbow Box
- 1917: Filling his Own Shoes
- 1917: The Dream Doll
- 1918: Money Mad
- 1919: The Trap
- 1921: Paying the Piper
- 1923: Jazzmania
- 1923: Die Zehn Gebote (The Ten Commandments)
- 1924: Deserteure des Lebens (Feet of Clay)
- 1924: Ein Gesellschaftsskandal (A Society Scandal)
- 1924: Bis zum letzten Mann (Code of the Sea)
- 1924: Triumph (Triumph)
- 1924: Das verbotene Paradies (Forbidden Paradise)
- 1925: Night Life of New York
- 1926: Red Dice
- 1926: Der rote Pirat (The Cruise of the Jasper B)
- 1927: The Fighting Eagle
- 1927: Auferstehung (Resurrection)
- 1928: Love Over Night
- 1929: Landung im Paradies (The Man and the Moment)
- 1929: Moderne Mädchen (Our Modern Maidens)
- 1930: Let Us Be Gay
- 1930: One Romantic Night
- 1933: S.O.S Iceberg (englische Version von SOS Eisberg)
- 1936: Till We Meet Again
- 1936: The Drag-Net
- 1939: Der Glöckner von Notre Dame (The Hunchback of Notre Dame)
- 1940: Wundervolles Weihnachten (Beyond Tomorrow)
- 1941: Hier ist John Doe (Meet John Doe)